# 貞刈厚仁
貞刈 厚仁（さだかり あつひと、1954年2月12日 - ）は、日本の地方公務員。福岡市総務企画局長や、福岡市副市長を経て、博多座代表取締役社長。

## 人物・経歴
福岡県八女市出身。1977年九州大学経済学部卒業、福岡市役所入庁。企画課、アジア太平洋博覧会協会、青少年対策課長、行政管理課長、人事課長、都市開発部長、産業振興部長、企画調整部長、教育次長、福岡市財政局長等を経て、2011年福岡市総務企画局長。2013年に渡邊正光らの後任として、福岡市副市長に起用され、総務企画局・財政局・経済観光文化局・農林水産局・市民局・消防局・教育委員会等を担当。都市開発部長時は大規模再開発事業「博多リバレイン」のスーパーブランドシティ破綻の解決に向けて担当部長として奔走。金融機関の多額の債権放棄という支援により民間事業者への売却を行い解決をみた。高島宗一郎市長就任後、総務企画局長となり、その後副市長として6年間にわたり市長を補佐した。。2019年副市長退任。公益財団法人福岡国際交流協会理事長を経て、同年株式会社博多座代表取締役社長。2020年2月に福岡市政での42年を綴った「Ambitious　City」（松影出版）を出版。大学時代に始めたアイスホッケーについては52歳まで続けると共に、九州学生氷上競技連盟を立ち上げ副会長として九州における学生アイスホッケーの普及に努める。

## 家族
父の貞刈惣一郎は太宰府の史跡解説ボランティアとして50万人以上の案内を行った。母の貞刈みどりは「花のうた」「里のうた」等の画文集（海鳥社）を出版しているが、惣一郎の人生を聞書きした「私たちの百年」（海鳥社）では第37回福岡市文学賞を受賞している。